# Cinnyris dussumieri
el suimanga de Seychelles (Cinnyris dussumieri) es una especie  de ave paseriforme de la familia Nectariniidae.

## Etimología
El epíteto dussumieri fue nombrado en honor del explorador francés Jean-Jacques Dussumier.

## Descripción
Puede alcanzar una longitud de once-doce centímetros. El plumaje es gris. El macho presenta un parche  iridiscente verde-violeta en su garganta y penachos amarillos bajo sus alas.  Las patas son de color negro. El canto de los machos es sorprendentemente agudo, ruidoso y áspero.

## Distribución y hábitat
Es endémica y se encuentra en la mayoría de las islas interiores de Seychelles. Pertenece a las especies endémicas de aves terrestres de las islas Seychelles, que se habían adaptado a cambios en el entorno humano. Su hábitat está formado por bosques, jardines, matorrales y manglares desde el nivel del mar hasta altitudes de 900 metros.

## Dieta
En la búsqueda de alimentación es muy activo, con vuelos al hibisco y otras flores, en la que se alimentan de néctar e insectos.

## Reproducción
La cría es todo el año pero la mejor época es de septiembre y octubre. Un solo huevo en forma de pera se coloca en un nido. Este se compone de hierba y musgo y está unido con telas de araña. Para proteger el nido de los gatos y las ratas se cuelga generalmente en el extremo de una ramita.